# CYBORG KAORI
CYBORG KAORI（サイボーグかおり、1992年2月12日 - ）は、日本のミュージシャン、女優。主にビートボクサーとして活動している。

## 解説

### 来歴
岩手県盛岡市出身で、盛岡白百合学園高等学校を経て実践女子大学人間社会学部人間社会学科に在籍していた。実践女子大学アカペラサークルJAC総代表としてヒューマンビートボクサーTATSUYAに出会い、ヒューマンビートボックスを始める。

### 人物
「ノイズベース」という、音階調節ができる分厚いベース音を使いこなせる。CYBORG KAORI名義は、ヒューマンビートボクサーのTATSUYAらの命名によるものである。
現在は都内ライブハウスを中心に、各種イベントやインターネット番組などで活動。他にバスケットボールチーム横浜ビー・コルセアーズの応援隊として、ハーフタイムショーや各種イベントにも参加している。
基本的にステージ衣装は、ブラウスにミニのサロペットスカートとシンプルな装いである。これは、HIPHOP系ファッションを嗜好するヒューマンビートボクサーが多い中において、「普通の女の子でもヒューマンビートボックスはできる」旨のアピールである。
セロリと白湯を嗜好。飲食店で冷飲料を注文する際には、基本的に氷抜きを頼んでいる。

## 主な出演

### ライブ
- 元気玉-GENKIDAMA-vol.39〜東名阪3大都市ツアー in 東京（Zepp DiverCity）
- UNIVERSAL BREAK COLLECTION（赤坂BLITZ）
- 横濱大革命 vol.1-THE KING OF YOKOHAMA PARTY-（BAY SIDE YOKOHAMA）
- プロパガンダ（新宿風林会館）
- TOKYO BOOTLEG CIRCUIT '13（渋谷WWW）
- お笑いトークラリーvol.24「ミラクルサイボーグDX」（新宿Naked Loft）

### インターネット番組
- サイボーグかおりの細胞解剖局♪（北参道放送局） - メインMC
- 抜け駆け!!女塾 vol.7 夏はまだまだ終わらないSP!!（北参道放送局）
- タコのドル箱（WALLOP）
- Let'sたこあきパーティ〜（WALLOP）
- 黒田運送（カフェ）（Ustream）

### テレビ番組
- サイエンスZERO もう逃げられない!? あなたを狙う顔認証技術（NHK Eテレ） - オープニング映像のみ
- アウト×デラックス 90分スペシャル（フジテレビ） - 「リズムを刻まずにはいられない女子大生」として出演
- FNS27時間テレビ 女子力全開2013 乙女の笑顔が明日をつくる!!（フジテレビ） - 「アウト×デラックス」コーナーにアウト軍団の一員として出演
- それゆけ!ゲームパンサー!（日本テレビ）
- 女の体当たりサーチ番組 なぜ？そこ？（テレビ朝日）
- お願い!ランキング（テレビ朝日）
- ミュージャック（関西テレビ）
- ギョクセキっ!（関西テレビ）
- 5時に夢中!（TOKYO MX）
- もりもり！コジマトペー（広島テレビ） - ナレーション
- チャンネル生回転TV Allザップ!（BSスカパー!）

### ドラマ
- 仮面ライダーゴースト 第43話（2016年8月7日、テレビ朝日） - OL 役
- 妖ばなし 第17話（2018年1月27日、TOKYO MX） - 響（ひびき）/山彦 役

### 映画
- TOKYO TRIBE（2014年8月30日） - 召使の女 役
- ひ・き・こ 降臨（2014年11月29日） - 紀里子 役
- リアル鬼ごっこ（2015年7月11日） - さちこ 役[4]
- みんな!エスパーだよ!（2015年9月4日）
- デスフォレスト 恐怖の森4（2016年4月23日）
- 正装戦士スーツレンジャー（2018年） - グリーンオーダー/緑沼かおり 役

### CM
- 美作大学

## 書籍
- TRASH-UP!! vol.15（2013年5月22日、トラッシュ・アップ）